# 宝慶
宝慶（ほうけい、ほうきょう）は、中国・南宋の理宗の治世に使用された元号。1225年 - 1227年。

## 西暦等との対照表
| 宝慶 | 元年   | 2年    | 3年    |
| 西暦 | 1225年 | 1226年 | 1227年 |
| 干支 | 乙酉   | 丙戌   | 丁亥   |
| 金   | 正大2  | 正大3  | 正大4  |
| 西夏 | 乾定3  | 宝義元 | 宝義2  |

## 出来事
- 嘉定17年
  - 11月25日：理宗の即位により翌年を「宝慶元年」とする踰年改元の詔が下る。
- 宝慶元年
  - 正月9日：趙竑が謀反に巻き込まれ、湖州にて殺される。
  - 2月3日：岳飛に「忠武」の諡が贈られる。
  - 7月26日：大宋元宝が発行される。
  - 11月6日：邵州を宝慶府と改める。
  - 11月27日：真徳秀・魏了翁が落職される。
- 宝慶2年
  - 3月23日：功臣の神像を奉安した昭勲崇徳閣が建てられる。
  - 11月：盱眙の群盗が兵乱を起こし、金に投降する。
- 宝慶3年
  - 正月19日：朱熹に太師が追贈され、信国公にも封ずる。
  - 2月8日：モンゴル軍が四川に侵入して劫掠する。
  - 5月：李全がモンゴルに投降する。
  - 7月15日：西夏がモンゴルにより滅ぼす。
  - 11月6日：翌年より「紹定」へ踰年改元の詔が下る。

## 他の王朝
- モンゴル帝国 - 太祖チンギス・カンの20年 - 22年